# Metaliczny wodór
Wodór metaliczny – stan wodoru pod skrajnie wysokim ciśnieniem, w którym pierwiastek ten wykazuje dobre przewodnictwo elektryczne i inne właściwości metali. Według niektórych obliczeń mógłby być nadprzewodnikiem wysokotemperaturowym.
Przypuszcza się, że metaliczny wodór występuje we wnętrzu Jowisza.
Wodór jako jedyny pierwiastek z pierwszej grupy układu okresowego nie jest metalem w stanie ciekłym i stałym pod ciśnieniem normalnym. W 1935 roku Eugene Wigner i Hillard Bell Huntington jako pierwsi zaproponowali warunki, w których wodór mógłby przejść w stan metaliczny. W 1996 roku amerykańscy fizycy William Nellis, Arthur Mitchell i Samuel Weir z Lawrence Livermore National Laboratory poinformowali o przypadkowym uzyskaniu wodoru w stanie metalicznym za pomocą działa gazowego. W październiku 2016 roku Ranga Dias i Isaac Silvera ogłosili, że udało im się uzyskać metaliczny wodór pod ciśnieniem 495 GPa (ok. 5×106 atm) i w temperaturze 5,5 K w komorze diamentowej. Doświadczenie nie zostało przez autorów powtórzone, ani też niezależnie potwierdzone, przez co część środowiska naukowego podaje w wątpliwość wnioski autorów.